# U-20-Fußball-Weltmeisterschaft der Frauen 2008
Die U-20-Fußball-Weltmeisterschaft der Frauen 2008 (offiziell 2008 FIFA U-20 Women’s World Cup) war die vierte Ausspielung dieses Wettbewerbs für Fußballspielerinnen unter 20 Jahren (Stichtag: 1. Januar 1988) und fand vom 20. November bis 7. Dezember 2008 in Chile statt. Chile trug nach der WM 1962 und der U-20-WM der Männer 1987 zum dritten Mal ein FIFA-Turnier aus. Es war die erste Weltmeisterschaft der Frauen auf dem südamerikanischen Kontinent. Gespielt wurde in den Städten Coquimbo, Santiago de Chile, Chillán und Temuco. Es nahmen wie zwei Jahre zuvor 16 Mannschaften teil.
Titelverteidiger Nordkorea erreichte wieder das Finale, verlor jedoch gegen die USA mit 0:1. Damit sicherten sich die Frauen aus Nordamerika den zweiten Titel nach 2002.

## Spielorte
Die vierte U-20 Weltmeisterschaft wurde in vier verschiedenen Städten in Chile ausgetragen. Alle vier ausgewählten Stadien mussten um- oder ausgebaut werden, um den Vorgaben der FIFA gerecht zu werden. Für den Um- und Ausbau der Stadien wurden ca. 18 Millionen US-Dollar ausgegeben.
| Temuco |

| Chillán |

| Coquimbo |

| Santiago |

| Temuco |

| Chillán |

| Coquimbo |

| Santiago |

## Qualifikation
Die Startplätze für die UEFA wurden bei der U-19-EM 2007 in Island vergeben. Durch das Erreichen des Halbfinals konnten sich Deutschland, England, Frankreich und Norwegen die vier europäischen Plätze sichern. Deutschland wurde mit einem 2:0 gegen England Europameister.
Die U-19-Asienmeisterschaft wurde im Oktober 2007 in China ausgetragen und diente als asiatisches Qualifikationsturnier für die Endrunde. Der amtierende Weltmeister Nordkorea wurde nach dem 1:0-Sieg über Japan Asienmeister. Neben den beiden Finalisten konnte sich Gastgeber China als dritte Mannschaft qualifizieren.
In Südamerika war die Sudamericano Femenino Sub-20 2008 das Qualifikationsturnier für die Endrunde. Die Auswahl Brasiliens konnte vor den heimischen Zuschauern den Titel gewinnen, Zweiter wurde Argentinien. Zusammen mit Chile, welches als Gastgeberland automatisch qualifiziert war, vertraten diese drei Mannschaften ihren Kontinent bei der WM.
Die drei nordamerikanischen Teilnehmer wurden bei der U-20 Meisterschaft ermittelt, welche im Juni im mexikanischen Puebla ausgetragen wurde. Kanada gewann das Turnier vor den USA, beide Finalisten sowie das drittplatzierte Mexiko qualifizierten sich für die Endrunde.
Die beiden afrikanischen Teilnehmer wurden durch ein Qualifikationsturnier ermittelt. Wie schon 2006 konnten sich die Mannschaften Nigerias und der Demokratischen Republik Kongo durchsetzen.
In Ozeanien gab es kein Qualifikationsturnier, die Oceania Football Confederation entschied sich für Neuseeland als Vertreter für die Endrunde.

### Teilnehmer
| 4 aus Europa                        | Deutschland | England   | Frankreich | Norwegen* |
| 3 aus Nord-, Mittelamerika, Karibik | Kanada      | Mexiko    | USA        |           |
| 3 aus Südamerika                    | Argentinien | Brasilien | Chile*     |           |
| 3 aus Asien                         | China       | Japan     | Nordkorea  |           |
| 2 aus Afrika                        | DR Kongo    | Nigeria   |            |           |
| 1 aus Ozeanien                      | Neuseeland  |           |            |           |

* Erstteilnahme.

## Vorrunde
Die Auslosung fand am 13. September 2008 im Weinberg Cousino Macul der chilenischen Hauptstadt Santiago statt und ergab folgende Gruppeneinteilung.

### Gruppe A
| Pl. | Land       | Sp. | S | U | N | Tore    | Diff. | Punkte |
| --- | ---------- | --- | - | - | - | ------- | ----- | ------ |
| 1.  | Nigeria    | 3   | 2 | 1 | 0 | 006:300 | +3    | 07     |
| 2.  | England    | 3   | 1 | 2 | 0 | 004:200 | +2    | 05     |
| 3.  | Neuseeland | 3   | 1 | 1 | 1 | 007:700 | ±0    | 04     |
| 4.  | Chile      | 3   | 0 | 0 | 3 | 003:800 | −5    | 0      |

|                                         |   |            |           |
| Mittwoch, 19. November 2008 in Coquimbo |   |            |           |
| Neuseeland                              | – | Nigeria    | 2:3 (1:2) |
| Chile                                   | – | England    | 0:2 (0:0) |
| Samstag, 22. November 2008 in Coquimbo  |   |            |           |
| Nigeria                                 | – | England    | 1:1 (0:1) |
| Chile                                   | – | Neuseeland | 3:4 (0:2) |
| Mittwoch, 26. November 2008 in Temuco   |   |            |           |
| Nigeria                                 | – | Chile      | 2:0 (2:0) |
| Mittwoch, 26. November 2008 in Santiago |   |            |           |
| England                                 | – | Neuseeland | 1:1 (0:1) |

### Gruppe B
| Pl. | Land        | Sp. | S | U | N | Tore    | Diff. | Punkte |
| --- | ----------- | --- | - | - | - | ------- | ----- | ------ |
| 1.  | USA         | 3   | 2 | 0 | 1 | 006:200 | +4    | 06     |
| 2.  | Frankreich  | 3   | 2 | 0 | 1 | 005:400 | +1    | 06     |
| 3.  | China       | 3   | 1 | 1 | 1 | 002:200 | ±0    | 04     |
| 4.  | Argentinien | 3   | 0 | 1 | 2 | 001:600 | −5    | 01     |

|                                         |   |             |           |
| Mittwoch, 19. November 2008 in Chillán  |   |             |           |
| China                                   | – | Argentinien | 0:0       |
| Frankreich                              | – | USA         | 0:3 (0:0) |
| Samstag, 22. November 2008 in Chillán   |   |             |           |
| USA                                     | – | Argentinien | 3:0 (1:0) |
| China                                   | – | Frankreich  | 0:2 (0:0) |
| Mittwoch, 26. November 2008 in Temuco   |   |             |           |
| USA                                     | – | China       | 0:2 (0:0) |
| Mittwoch, 26. November 2008 in Santiago |   |             |           |
| Argentinien                             | – | Frankreich  | 1:3 (1:0) |

### Gruppe C
| Pl. | Land        | Sp. | S | U | N | Tore    | Diff. | Punkte |
| --- | ----------- | --- | - | - | - | ------- | ----- | ------ |
| 1.  | Japan       | 3   | 3 | 0 | 0 | 007:200 | +5    | 09     |
| 2.  | Deutschland | 3   | 2 | 0 | 1 | 008:300 | +5    | 06     |
| 3.  | Kanada      | 3   | 1 | 0 | 2 | 005:400 | +1    | 03     |
| 4.  | DR Kongo    | 3   | 0 | 0 | 3 | 001:120 | −11   | 0      |

|                                           |   |             |           |
| Donnerstag, 20. November 2008 in Santiago |   |             |           |
| Kanada                                    | – | Japan       | 0:2 (0:2) |
| DR Kongo                                  | – | Deutschland | 0:5 (0:3) |
| Sonntag, 23. November 2008 in Santiago    |   |             |           |
| Deutschland                               | – | Japan       | 1:2 (0:1) |
| Kanada                                    | – | DR Kongo    | 4:0 (2:0) |
| Donnerstag, 27. November 2008 in Coquimbo |   |             |           |
| Deutschland                               | – | Kanada      | 2:1 (0:0) |
| Donnerstag, 27. November 2008 in Chillán  |   |             |           |
| Japan                                     | – | DR Kongo    | 3:1 (2:1) |

### Gruppe D
| Pl. | Land      | Sp. | S | U | N | Tore    | Diff. | Punkte |
| --- | --------- | --- | - | - | - | ------- | ----- | ------ |
| 1.  | Brasilien | 3   | 3 | 0 | 0 | 011:200 | +9    | 09     |
| 2.  | Nordkorea | 3   | 2 | 0 | 1 | 010:600 | +4    | 06     |
| 3.  | Norwegen  | 3   | 1 | 2 | 0 | 004:700 | −3    | 05     |
| 4.  | Mexiko    | 3   | 0 | 0 | 3 | 002:120 | −10   | 0      |

|                                           |   |           |           |
| Donnerstag, 20. November 2008 in Temuco   |   |           |           |
| Mexiko                                    | – | Norwegen  | 1:2 (1:1) |
| Brasilien                                 | – | Nordkorea | 3:2 (1:1) |
| Sonntag, 23. November 2008 in Temuco      |   |           |           |
| Nordkorea                                 | – | Norwegen  | 3:2 (2:0) |
| Mexiko                                    | – | Brasilien | 0:5 (0:2) |
| Donnerstag, 27. November 2008 in Chillán  |   |           |           |
| Nordkorea                                 | – | Mexiko    | 5:1 (3:0) |
| Donnerstag, 27. November 2008 in Coquimbo |   |           |           |
| Norwegen                                  | – | Brasilien | 0:3 (0:1) |

## Finalrunde

### Viertelfinale
|                                        |   |             |           |
| Sonntag, 30. November 2008 in Coquimbo |   |             |           |
| Nigeria                                | – | Frankreich  | 2:3 (2:1) |
| Sonntag, 30. November 2008 in Chillán  |   |             |           |
| USA                                    | – | England     | 3:0 (0:0) |
| Montag, 1. Dezember 2008 in Santiago   |   |             |           |
| Japan                                  | – | Nordkorea   | 1:2 (1:1) |
| Montag, 1. Dezember 2008 in Temuco     |   |             |           |
| Brasilien                              | – | Deutschland | 2:3 (1:1) |

### Halbfinale
|                                          |   |             |           |
| Donnerstag, 4. Dezember 2008 in Temuco   |   |             |           |
| Frankreich                               | – | Nordkorea   | 1:2 (0:0) |
| Donnerstag, 4. Dezember 2008 in Coquimbo |   |             |           |
| USA                                      | – | Deutschland | 1:0 (1:0) |

### Spiel um Platz 3
|                                       |   |             |           |
| Sonntag, 7. Dezember 2008 in Santiago |   |             |           |
| Frankreich                            | – | Deutschland | 3:5 (1:3) |

### Finale
|                                       |   |     |           |
| Sonntag, 7. Dezember 2008 in Santiago |   |     |           |
| Nordkorea                             | – | USA | 1:2 (0:2) |

## Schiedsrichterinnen
- Jacqui Melksham
- Carolina González
- Erika Vargas
- Bibiana Steinhaus
- Alexandra Ihringová
- Therese Sagno
- Bentla D’Coth
- Sachiko Baba
- Carol Chénard
- Tanja Schett
- Cristina Ionescu
- Gyöngyi Gaál
- Gabriela Bandeira
- Jennifer Bennett

## Beste Torschützinnen
| Rang | Spielerin          | Tore |
| ---- | ------------------ | ---- |
| 1    | Sydney Leroux      | 5    |
| 2    | Ri Ye-gyong        | 4    |
|      | Alex Morgan        | 4    |
|      | Eugénie Le Sommer  | 4    |
| 5    | Ra Un-sim          | 3    |
|      | Marie Pollmann     | 3    |
|      | Rosie White        | 3    |
|      | Ebere Orji         | 3    |
| 9    | Kim Kulig          | 2    |
|      | Nicole Banecki     | 2    |
|      | Lisa Schwab        | 2    |
|      | Isabel Kerschowski | 2    |
|      | ...                | 2    |
| 28   | Katharina Baunach  | 1    |
|      | Julia Šimić        | 1    |
|      | Nathalie Bock      | 1    |
|      | Sylvie Banecki     | 1    |

Weitere 15 Spielerinnen mit je zwei und 36 Spielerinnen mit je einem Treffer; hinzu kamen 6 Eigentore.

## Auszeichnungen
- Goldener Ball

Der Goldene Ball ging an die US-Amerikanerin Sydney Leroux. Der Silberne Ball an ihre Mannschaftskameradin Alex Morgan. Die Französin Eugénie Le Sommer erhielt den Bronzenen Ball.
- Goldener Schuh

Die US-Amerikanerin Sydney Leroux gewann ebenfalls den Goldenen Schuh als Torschützenkönigin. Sie erreichte in 6 Spielen fünf Tore und zwei Vorlagen. Die Nordkoreanerin Ri Ye-gyong erhielt den Silbernen Schuh für vier Tore und drei Vorlagen; der Bronzene Schuh ging mit Alex Morgan wiederum an eine US-Amerikanerin, die ebenfalls vier Tore erzielte aber ohne Vorlage blieb.
- Goldener Handschuh

Die US-Amerikanerin Alyssa Naeher wurde mit dem erstmals vergebenen Goldenen Handschuh für die beste Torhüterin des Turniers ausgezeichnet.
- FIFA Fair Play Award

Der Fair-Play Award für die fairste Mannschaft des Turniers ging an Weltmeister USA.

## Die deutsche Mannschaft
Die deutsche Mannschaft qualifizierte sich durch den Sieg bei der U-19-Europameisterschaft 2007 für das Weltturnier. Für die Weltmeisterschaft nominierte die Bundestrainerin Maren Meinert folgenden Kader:
| Nr.        | Name                | Geburtstag | Verein                 | Spiele | Tore |     |     |     |
| Tor        | Tor                 | Tor        | Tor                    | Tor    | Tor  | Tor | Tor | Tor |
| ---------- | ------------------- | ---------- | ---------------------- | ------ | ---- | --- | --- | --- |
| 21         | Jana Burmeister     | 06.03.1989 | FF USV Jena            | –      | –    | –   | –   | –   |
| 12         | Desirée Schumann    | 06.02.1990 | 1. FFC Turbine Potsdam | –      | –    | –   | –   | –   |
| 1          | Alisa Vetterlein    | 22.10.1988 | 1. FFC Frankfurt       | 6      | –    | –   | –   | –   |
| Abwehr     |                     |            |                        |        |      |     |     |     |
| 3          | Katharina Baunach   | 18.01.1989 | Bayern München         | 6      | 1    | –   | –   | –   |
| 3          | Stephanie Bunte     | 14.02.1989 | VfL Wolfsburg          | –      | –    | –   | –   | –   |
| 14         | Verena Faißt        | 22.05.1989 | SC Freiburg            | 5      | –    | –   | –   | –   |
| 4          | Josephine Henning   | 08.09.1989 | 1. FC Saarbrücken      | 6      | –    | –   | –   | –   |
| 2          | Monique Kerschowski | 22.01.1988 | 1. FFC Turbine Potsdam | 2      | –    | –   | –   | –   |
| 19         | Stefanie Mirlach    | 18.04.1990 | Bayern München         | 1      | –    | –   | –   | –   |
| 5          | Carolin Schiewe     | 23.10.1988 | 1. FFC Turbine Potsdam | 6      | –    | 1   | –   | –   |
| Mittelfeld |                     |            |                        |        |      |     |     |     |
| 8          | Nathalie Bock       | 21.10.1988 | VfL Wolfsburg          | 6      | 1    | –   | –   | –   |
| 17         | Marina Hegering     | 17.04.1990 | FCR 2001 Duisburg      | 5      | –    | –   | –   | –   |
| 10         | Nadine Keßler       | 04.04.1988 | 1. FC Saarbrücken      | 4      | –    | –   | –   | –   |
| 6          | Kim Kulig           | 09.04.1990 | Hamburger SV           | 5      | 2    | 2   | –   | –   |
| Angriff    |                     |            |                        |        |      |     |     |     |
| 11         | Nicole Banecki      | 03.09.1988 | Bayern München         | 6      | 2    | 1   | –   | –   |
| 16         | Sylvie Banecki      | 03.09.1988 | Bayern München         | 2      | 1    | –   | –   | –   |
| 18         | Stephanie Goddard   | 15.02.1988 | FCR 2001 Duisburg      | 3      | –    | –   | –   | –   |
| 9          | Isabel Kerschowski  | 22.01.1988 | 1. FFC Turbine Potsdam | 5      | 2    | –   | –   | –   |
| 20         | Marie Pollmann      | 13.09.1989 | Herforder SV           | 2      | 3    | –   | –   | –   |
| 7          | Bianca Schmidt      | 23.01.1990 | 1. FFC Turbine Potsdam | 5      | 1    | –   | –   | –   |
| 13         | Lisa Schwab         | 30.05.1989 | 1. FC Saarbrücken      | 4      | 2    | –   | –   | –   |
| 15         | Julia Šimić         | 14.05.1989 | Bayern München         | 4      | 1    | –   | –   | –   |
| Trainerin  |                     |            |                        |        |      |     |     |     |
|            | Maren Meinert       | 05.08.1973 |                        |        |      |     |     |     |

## Trivia
Das Logo dieser Weltmeisterschaft wurde am 24. November 2007 in Santiago de Chile vorgestellt. Darauf zu sehen ist ein Drachen, der in der chilenischen Flagge eingebettet ist, auf einem als Symbol für den Frauenfußball zartblauen Hintergrund. Über das Maskottchen ließ die FIFA vom 26. Juni bis zum 15. Juli 2008 die Besucher seiner Website abstimmen, es standen fünf Vorschläge zur Auswahl. Gewinner der Abstimmung wurde Pingüino Rojo, ein Pinguin, der das Nationaltrikot Chiles trägt.